# Gén

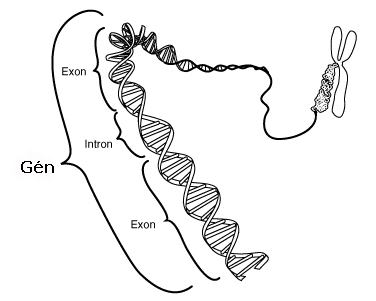
Ez a sematikus ábra a gén és a DNS kettős hélix struktúrája, illetve a kromoszóma közötti összefüggést hivatott bemutatni. Láthatók intronok és exonok, melyek jelentését lásd a szövegben. Ezen a képen a gén kb. 40 bázispárból áll. A valóságban ennél a gének nagyságrendekkel nagyobbak

A genetikai kód

A gének olyan nukleinsav-szakaszok a DNS-ben vagy az RNS-ben, amelyek a szervezet működését és növekedését befolyásoló fehérjék előállításához és szabályozásához szükséges információkat tartalmazzák. A géneket szüleiktől öröklik az utódok a szaporodási folyamat során.
A gén szó a görög genos (eredet) szóból származik, és számos tudományág használja, beleértve a klasszikus genetikát, molekuláris genetikát, populációs genetikát és az evolúcióbiológiát is.
Az élővilág genetikai anyaga nagyrészt a DNS-molekulára épül, bizonyos vírusok azonban RNS-t használnak ugyanebből a célból. A DNS-t használó élőlények ugyanakkor szintén RNS-t használnak a génkifejeződési folyamatokban, ezek az úgynevezett messenger RNS-ek (mRNS-ek), riboszomális RNS-ek (rRNS-ek) és a transzfer RNS-ek (tRNS-ek). Az alábbiakban az egyszerűség kedvéért általában a DNS kerül említésre, mint örökítőanyag.
Molekuláris biológiai értelemben a gén a DNS olyan része, amelyet a sejt mRNS-be ír át, majd a fehérjeszintézis (transzláció) során, annak egy részéből származó információ alapján, fehérjét készít.
A mindennapi beszédben a gént általában valamilyen öröklött betegséggel vagy állapottal hozzák összefüggésbe, mint például az elhízást okozó gén. A biológusok azonban allélekre, mutációkra hivatkoznak, amelyek kapcsolatban állnak az elhízással. Az eltérő álláspont oka az, hogy a biológusok tisztában vannak vele, hogy a géneken kívül számos tényező játszik szerepet abban, hogy az egyén elhízik-e vagy sem. Ilyenek a születés előtti állapotok, metabolikus zavarok, a kulturális környezet, táplálkozás stb.
Valójában ritka, hogy egy gén önmaga határoz meg egy tulajdonságot. A legtöbb esetben a gén (illetve több gén) és a környezeti hatások közötti szoros összhang játszik ebben szerepet. Ennek az összhangnak az eredményét nevezzük fenotípusnak.

## A sejttől a génekig

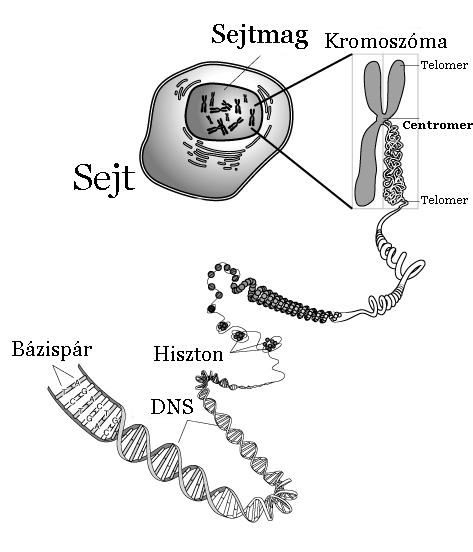
A sejttől a bázisokig. A sejtmagban lévő kromoszóma a kettős hélix DNS-t tartalmazza hisztonfehérjékkel becsomagolt, így jelentősen tömörített formában

A DNS-molekula két cukor-foszfát láncból és az ezeket összekapcsoló bázispárokból áll. A négyféle bázis: adenin, citozin, guanin, timin. A DNS-szálon az adeninnel szemben mindig timin, a guaninnel szemben mindig citozin található. Az előbbi kapcsolódást kettő, az utóbbit három, ezáltal erősebb hidrogénkötés hozza létre. A két összeillő (komplementer) szál közül általában csak az egyikről történik RNS-átírás. Ezt antiszenz (vagy negatív szenzitású) szálnak nevezzük, a másik a szenz (vagy pozitív szenzitású) szál. Az antiszenz szál 3'-5', a szenz szál 5'-3' lefutású. Az antiszenz szálon három bázis alkot egy tripletet, amely meghatároz egy aminosavat. Könnyen kiszámolható, hogy 4-fajta bázis 64 fajta tripletet képes alkotni (négyes számrendszer: 43), ami jóval több, mint a 20 féle előállításra kerülő aminosavak száma. Ennek magyarázata, hogy egy duplett (két bázis) csak 16 aminosavat tudna kódolni (42), ami nem elég. Ugyanakkor 3-fajta bázispár egy tripletben 27-fajta aminosavat tudna lekódolni. Hogy miért van mégis 4-féle, annak oka az élet eredetének és az átírási folyamatok hatékonyságának vizsgálatában keresendő.
Valószínű válasznak tekinthető a DNS gyakran bekövetkező károsodása, melynek érdekében fejlett helyettesítő mechanizmus alakult ki. Azaz, ha egy aminosavat kódoló tripletben egy bázis (többnyire az utolsó) megváltozik, attól némi eséllyel még ugyanaz az aminosav fog a fehérje megfelelő részébe kerülni, elkerülve ezzel a funkcióját betölteni nem képes fehérjetermék keletkezését. A kódszótár redundáns, amit úgy mondanak, hogy degenerált.
A triplet, azaz az aminosav-kódoló szótár egy szava a kodon. Egy gén számos tripletet tartalmaz: annyit, ahány aminosavból fog állni a gén által kódolt fehérje, ezen felül még néhányat, melyek a szabályozásban vesznek részt, valamint még egyet, mely lezárja a transzlációt (stopkodon). Az aminosavakat egyedien kódoló három bázispáros szakaszok (tripletek) egy-két kivételtől eltekintve (lásd mitokondriális genetika) az élet összes formájában megegyeznek.
A fehérjék szintézise folytán a gének irányítják azt a sejtet, melyben megtalálhatók, pontosabban amelyben aktiválódnak. Bár a szervezet összes sejtje ugyanazzal a genetikai információval rendelkezik, az eltérő típusú sejtekben más-más gének aktiválódnak. A sejtdifferenciálódás (specializálódás) folyamata határozza meg, mely sejtekben mely gének lépnek működésbe, fejtik ki hatásukat azáltal, hogy bizonyos funkciót ellátó fehérjék szintézisét vezérlik. Egy már kialakult szövet sejtjeiben azok a gének, melyek csak más szövetekben játszanak szerepet, inaktív állapotban vannak jelen.

### A gének tulajdonságai
Köszönhetően a spontán mutációknak, a gének szekvenciái megváltozhatnak. Ha ez a változás továbbadódik a következő generációnak, ez egy populáción belül az egyedek közti különbségekhez fog vezetni. Egy gén variációi az allélek, amelyek közötti eltérések eltérő jegyeket, például szemszínt eredményeznek. A legelterjedtebb allélt vad típusúnak, a ritkábbakat mutáns alléleknek nevezzük. Az allélek szinergistaként vagy antagonistaként együttesen alakítják ki az adott egyedre jellemző fenotípust.
Általában az mRNS a gén és a transzlálódó fehérje közötti termék. Néhány génnek azonban maga az mRNS a végterméke. Ilyenek a ribozimok (enzimaktivitással rendelkező RNS-molekulák), melyeknek nagy jelentőséget tulajdonítanak az élet megjelenésében (lásd: Az élet eredete).
Az élőlények hordozzák génjeiket, és DNS-ként örökítik tovább őket, de bizonyos vírusok RNS-t hordoznak. Ez azzal az előnnyel jár, hogy így nem veszítenek időt a transzkripcióval a gazdaszervezetbe kerülésükkor, hanem azonnal szintetizálhatják fehérjéiket. Másrészt az RNS retrovírusok, mint az AIDS kórokozója (HIV), reverz transzkripciót használnak RNS-üknek DNS-be való írásához.

### A gének nevezéktana
Minden génhez a HUGO (Human Genome Organisation) Gene Nomenclature Committee (HGNC) rendel egy szimbólumot (pl. az „IL6” gén, amely az interleukin-6-ot kódolja). Ezzel lehetővé teszik a gének megkülönböztetését, és egyszerűsítik az elektronikus adatok felhasználását és az eltérő fajok közös génjeinek megnevezését.

### A gének számának váltakozása
A következő táblázat különböző szervezetek génkészletét, bázispárjaik számát adja meg. Nehéz ezt megbecsülni, ugyanis a nem-kódoló vagy ismeretlen funkciójú szekvenciák hovatartozása kérdéses. A táblázatból azonban az a következtetés vonható le, hogy a gének száma és a bázispárok mennyisége, illetve az adott faj evolúciós sikere, fejlettsége között nincs egyértelmű összefüggés.
| élőlény                 | gén      | bázispár     |
| ----------------------- | -------- | ------------ |
| Növény                  | <50 000  | <1011        |
| Ember                   | 25 000   | 3·109        |
| Légy                    | 12 000   | 1.6·108      |
| Méh                     | 15 000   | 3·108        |
| C. elegans (fonálféreg) | 19 000   | 9,7·107      |
| Gomba                   | 6000     | 1,3·107      |
| Baktérium               | 500–6000 | 5·105–1·107  |
| Mycoplasma genitalium   | 500      | 580 000      |
| DNS-vírus               | 10–900   | 5000–800 000 |
| RNS-vírus               | 1–25     | 1000–23 000  |
| Viroid                  | 0–1      | ~500         |

## A gének funkciói és a génkifejeződés

### Funkció
A DNS-ben az aminosavakat kódoló géneken kívül nagy százalékban nem-kódoló szekvenciák is találhatók. Ezt hulladék DNS-nek hívják. Ezek ismétlődő, ismeretlen funkciójú vagy nem-kódoló szakaszok. Az eukarióták génjei nem kódoló intronokból és az információt hordozó exonokból állnak. Az intronok a transzkripciót követően kerülnek kivágásra; ez a folyamat a splicing.
A gének, a szabályozó régiók és a hulladék-DNS együttesen alkotják egy élőlény genomját, amely a legtöbb fajban kromoszómákra van osztva. Egy gén helye a genomban, a kromoszómán a lokusz. Ha két különböző gén egymáshoz közel helyezkedik el ugyanazon kromoszómán, akkor valószínűleg hasonló funkciójú fehérje termeléséért felelősek. Erre jó példa az Y-kromoszóma, melyen az összes, spermatogenesishez (spermiumtermeléshez) szükséges gén megtalálható.
Számos faj genomjának két kópiáját hordozza testi (szomatikus) sejtjeiben, ezért diploidnak nevezzük őket. Ha ennél több kópia van jelen, poliploidiáról, ha ivari (germinális) sejtek genomjáról van szó, haploidiáról beszélünk.

### Génkifejeződés (génexpresszió)

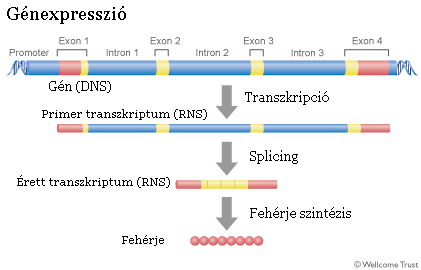
A DNS-en az intronok kékkel, az információt hordozó exonok sárgával vannak jelölve. A promoter és a stopkodon között íródik át RNS-be a DNS, melyből aztán a splicing során kivágódnak az intronok, majd egyéb módosításokkal érett transzkriptum jön létre. Ez alapján fog elkészülni a fehérje

A gének kifejeződése változhat. Ennek oka lehet a környezet, vagy néhány más gén, ami megakadályozhatja, hogy a gén terméke megfelelően működjön. Megfordítva, egy gén több tulajdonságra is hatással lehet; ez a pleiotrópia. A foltos állatokon a foltok helye csak részben kódolt, például az, hogy a háton sötétebb, mint a hasi oldalon, de a foltok pontos formáját a véletlen és a környezeti tényezők alakítják ki.
A molekuláris genetika szintjén, a DNS és a fenotípus közötti kapcsolat nem közvetlen: más DNS-szakaszok befolyásolhatják a folyamatot.
- A transzkripcióra (átírásra) kerülő DNS egy starthely, a promoter és egy stopkodon között helyezkedik el. Ha ezek nem megfelelő helyzetben találhatók, akkor nem kerülnek átírásra (lásd: nem kódoló DNS).
- A sejtek azáltal szabályozzák a gének aktivitását, hogy növelik vagy csökkentik az adott gén transzkripcióját, amit fehérjéken, transzkripciós faktorokon keresztül valósítanak meg, melyek a nem-kódoló szakaszok megfelelő részeihez képesek kapcsolódni. A szövetek sejtjei egymással vagy más szövetek sejtjeivel sokszor szintén génműködés-szabályzó molekulák révén kommunikálnak.
- A DNS-t el is lehet csendesíteni (silencing), DNS-metilációval(wd) vagy a DNS-t körülvevő hisztonfehérjék kémiai módosításaival.
- Az RNS gyakran átszerkesztődik (RNS editing), mielőtt még fehérjévé transzlálódna. Az eukarióta sejtek kivágják az intronokat, hiszen csak exonok íródhatnak át. Mivel az intronok többféleképpen vágódhatnak ki, eltérő termékek keletkezhetnek (alternatív splicing).[* 6] Prokariótákban hasonló eredménnyel jár transzláció közben a tripletek olvasási keretének (más néven reading frame) eltolódása, mely átfedő géneket is eredményezhet.
- Az RNS fehérjévé történő transzlációja is csak rá jellemző start- és stopkodon közé van zárva.
- Az elkészített fehérje kölcsönhatásba kerül a sejt más fehérjéivel, melyek végül kialakítják az adott jelleget.

### Mimikri gének
A mimikri gének olyan gének, amelyek alléljai között vannak olyanok, amelyek ugyanazt a fenotípust alakítják ki. Általában akkor ismerhetők fel, ha egy korábban ismert öröklődésű gén egyszer csak furcsán kezd viselkedni egy kereszteződés után. Ilyen gének például a labrador és a német juhász, valamint a labrador és a collie sárga szín kódolására képes génjei, vagy a modern ember és a neandervölgyi ember vörös hajszíne.

### Fenokópia
A fenokópia azt jelenti, hogy környezeti tényezők hatására előáll egy olyan állapot, ami erősen hasonlít egy öröklődő tulajdonságra. Többnyire valamilyen betegségről van szó. Kialakulhatnak embrionális korban, de lehetnek fejlődési rendellenességek is, esetleg szerzett jellegek. Erre példa a kölyök vadászgörényeknél kalcium-, illetve D-vitaminhiányos táplálás alapján kialakult kalciumhiány.
A legtöbbször ezek a tényezők okolhatók a fenokópiás betegségekért:
- Fizikai tényezők: ionizáló sugárzások, röntgensugárzás, magas hő és mechanikai behatások, rádió, ultrahanghullámok.
- Kórokozók: vírusok (például parvovírusok), baktériumok, esetleg paraziták.
- Anyagok: nehézfémsók, vegyi anyagok, gyógyszerek, mérgek, vagy éppen a hiányos táplálkozás.
- Anyai hatások: Anyai szervezetben méhen belüli tényezők, például cukorbetegség, vérszegénység, éhezés.

## A gének az evolúció szolgálatában
Mint ahogy a génexpressziót is több tényező befolyásolja, számos módon jöhet létre mutáció (véletlen változás) is. Ebben legnagyobb hatása a mutagén anyagoknak (kemikáliák, gyógyszerek), illetve környezeti hatásoknak (radioaktív szennyezés, nehézfémszennyezés) van.
A evolúció is variációk létrehozásával szolgál. Ezért egy külső jegyben érzékelhető változás nem tudható be egyértelműen a gén szekvenciájában fellelhető hibának, hiszen a szabályozóegységek is okozhatnak hasonló fenotípusos és genotípusos különbséget.
A DNS-replikáció közben vétett hibák egy-egy gén duplikációjához vezethetnek. A hemoglobin globinfehérjéinek génjei például így születtek.
A napjainkban is létező gének azok, amelyek sikeresen tudták örökíteni magukat a múltban. Gyakori, hogy egy adott génnel több egyed is rendelkezik. Ha egy egyed halála elősegíti a többi egyed fennmaradását ugyanazzal a génnel, akkor az egyed halála növeli az adott gén fennmaradási esélyeit is. Ez az alapja Richard Dawkins Az önző gén című könyvében kifejtett elméletének, amely a géneket tekinti az evolúció alapjának, nem a fajokat. Költőiesen: a mi az élet értelme kérdésre adott válasz biológiai értelemben a gének túlélése és továbböröklődése lehet.

## A genetika története

A Punnett-négyzet ábrázolja két heterogén borsó keresztezését a domináns lila (B) és a recesszív fehér (b) virágok öröklődésével.

A gének létezésének megsejtése Gregor Mendel nevéhez fűződik, aki az 1860-as években borsónövények öröklődését tanulmányozta, és felvetette a szülőkből az utódokba öröklődő tényezők jelenlétét. Habár nem használta a gén szót, megfigyeléseit örökíthető jegyekkel magyarázta. Mendel állította fel a független öröklődés törvényét, ő tett először különbséget a domináns és recesszív jegyek, a heterozigóta és homozigóta, illetve a fenotípus és genotípus között. A gén szót 1909-ben Wilhelm Johannsen használta először.
Az 1910-ben Thomas Hunt Morgan (a Columbia Egyetem genetikusa) kimutatta, hogy a gének meghatározott helyet foglalnak el a kromoszómán. Morgan és diákjai elkészítették az első kromoszómatérképét a Drosophila melanogaster (gyümölcslégy) felhasználásával.
1928-ban Frederick Griffith géneket tudott transzferálni a róla elnevezett kísérlet (Griffith-kísérlet) során. Hővel elölt baktériumokat injektált egészséges egérbe, mely elpusztult köszönhetően a transzferre képes genetikai információnak.
1941-ben George Wells Beadle és Edward Lawrie Tatum bizonyították: a gének mutációi bizonyos anyagcserefolyamatok hibáit okozzák. E felfedezés az (azóta árnyalódott – l. fent) „egy gén – egy enzim” hipotézisként vált ismertté, miszerint egy gén egy enzim kódolásáért felelős. Oswald Avery, Collin Macleod és Maclyn McCarty 1944-ben a DNS információ mivoltát mutatták ki.
A természettudományok történetének egyik legemlékezetesebb felfedezésének számít, amikor 1953-ban James D. Watson és Francis Crick bemutatták a DNS molekuláris felépítését Maurice Wilkins és Rosalind Franklin röntgenkrisztallográfiás eredményeire alapozva. Ezután állították fel a molekuláris biológia központi dogmáját, miszerint a DNS-ről átírt RNS transzlálódásával keletkeznek a fehérjék. Azóta e dogma kivételei is napvilágot láttak, amint a retrovírusok reverz transzkripciós képessége.